# HKK Vukovar
HKK Vukovar je hrvatski košarkaški klub iz Vukovara.

## Povijest
HKK Vukovar je osnovan 8. srpnja 2005. godine. Trenutačno nastupaju u A-2 Muškoj košarkaškoj ligi –  skupina Istok. 

## Vanjske poveznice
- Službene stranice HKK Vukovar  Arhivirana inačica izvorne stranice od 21. srpnja 2011. (Wayback Machine)